# 罗伯特·格林 (瑞士)

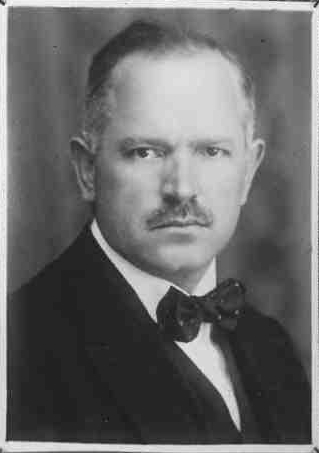
1930年的罗伯特·格林

罗伯特·格林（德語：Robert Grimm；1881年4月16日—1958年3月8日），20世纪初瑞士社会主义政治家，隶属瑞士社会民主党。格林反对第一次世界大战，组织齐美尔瓦尔德运动，1915年至1917年在伯尔尼担任国际社会主义委员会主席。1917年，格林与德国沟通，帮助身在瑞士的布尔什维克革命家列宁穿越德国回到俄国。在格林霍夫曼事件中，为结束一战并推广社会主义，格林前往俄罗斯共和国试图协调俄国和德国单独媾和，引发外界质疑瑞士中立的严重问题。当协约国发现此事后，支持格林的瑞士联邦委员会委员阿图·霍夫曼辞职，格林也辞去了国际社会主义委员会主席职位。格林还是维也纳国际的创始人之一。